# Arthur César de Menezes Soares Filho
Arthur César de  Menezes Soares Filho, mais conhecido como  rei Arthur (24 de janeiro de 1960) é um investidor, financista e empresário brasileiro, envolvido em casos de corrupção no Rio de Janeiro.

## Biografia
Amigo íntimo do ex-governador do Rio de Janeiro Sérgio Cabral, o conheceu quando ele era deputado estadual (1991-2002), ficando  mais próximo quando ele se elegeu senador. É conhecido nos bastidores da política pelo apelido de "rei Arthur", dado seu poder de influenciar Cabral e Pezão. Foragido da justiça desde 2017, em outubro de 2019, foi preso em Miami, acusado pelos crimes de corrupção, lavagem de dinheiro, evasão de divisas e organização criminosa.
Dono do Grupo Facility, durante o mandato de Cabral como governador foi apontado como o maior fornecedor de mão de obra terceirizada do governo estadual.  Chegou a faturar 2 bilhões de reais por ano.
No Detran, em 2009, os contratos com o grupo somavam mais de 700 milhões de reais e uma investigação do Ministério Público estadual revelou que as licitações no Detran eram combinadas, com outros dois grupo econômicos participando da disputa só para dar aparência de legalidade e competividade, mas a Facility sempre ganhava os contratos. O inquérito já dura cinco anos e não tem data para terminar.
É investigado também pela passagem de gestão do Centro de Diagnóstico por Imagem, por Cabral, para a SKS, empresa composta pela KB Participações, o então novo nome da Facility Participações, e pela Xeriffe, de Miguel Iskin, maior fornecedor de equipamentos hospitalares do Estado e ligado ao então secretário de saúde Sérgio Côrtes.
É investigado pela Operação Calicute da Polícia Federal, em 2016, tendo sido encontrado repasses de um milhão de reais para o escritório de Adriana Ancelmo, mulher de Cabral, vindos do Grupo Facility. Além do repasse para o escritório de Adriana, a LRG, empresa de Carlos Miranda, o operador acusado de recolher a propina do ex-governador, recebeu mais 660 mil reais de Soares.
Em 2010 chamou o ex-presidente da TAM, David Barioni Neto, para presidência do Grupo Facility. Em 2014, o empresário vendeu o grupo Facility para a Performa Partners, empresa paulista especializada na gestão de empresas que representava um fundo estrangeiro. O grupo passou a se chamar Grupo Prol.
Em 2017, o grupo continuava sendo um dos maiores fornecedores do governo do Rio, com contratos celebrados nas mais variadas secretarias e sobre as mais variadas competências (hospitais, presídios, delegacias e o Detran, cujo contrato chega a 1 bilhão de reais). Alguns nomes ligados à empresa estiveram em cargos do governo e representantes vinculados ao grupo já foram usados para abrir contas para o deputado cassado Eduardo Cunha. Também há ligações com a Prefeitura do Rio, durante o mandato de Eduardo Paes, quando a Prol fazia a gestão do Centro de Operações do Rio. Sem sede no Rio, sem endereço e informações básicas sobre sua existência, a Prol suscitou suspeitas de que seus empresários seriam, na verdade, laranjas do Rei Arthur.
Além do Executivo estadual, as empresas de Soares prestavam serviços para o Tribunal de Justiça, Ministério Público, Tribunal de Contas do Estado e Aeronáutica.
Sendo investigado em tantas frentes, Soares mudou-se para Miami. Foi convocado pelo Ministério Público em 2016 para dar explicações sobre os inúmeros problemas nos contratos da Facility e da Prol com o governo do estado, esteve no Brasil e retornou aos Estados Unidos no mesmo dia.
O grupo Prol continua sendo um dos maiores fornecedores do governo do Rio, tem como sede a Suíça e tem como sócios, três empresas no Panamá.

## Escolha da sede das Olimpíadas 2016
O empresário foi acusado de repassar 1,5 milhões de dólares a Papa Massata Diack, filho do então presidente da Federação Internacional de Atletismo (IAAF) e membro do comitê executivo do COI, o senegalês Lamine Diack. A transferência ocorreu três dias antes da eleição do Rio para sede dos Jogos Olímpicos de 2016, sendo foi feita pela Matlock Capital Group, uma holding nas Ilhas Virgens que tem ligação com Soares. Uma segunda transferência, de 500 mil dólares, também proveniente da mesma empresa, beneficiou diretamente uma conta de Papa Diack na Rússia.